# 博古恰尔区
博古恰尔区（俄语：Богучарский район）是俄罗斯联邦沃罗涅日州下辖的一个区，其行政中心为博古恰尔。据2016年统计，该区的人口为35623人。